# Waterstoniella sumatrana
Waterstoniella sumatrana är en stekelart som beskrevs av Wiebes 1982. Waterstoniella sumatrana ingår i släktet Waterstoniella och familjen fikonsteklar.
Artens utbredningsområde är Filippinerna. Inga underarter finns listade i Catalogue of Life.